# Мерлін (журнал)
«Мерлін» (англ. Merlin) — авангардний англомовний літературний журнал, що видавався в Парижі. У період із 1952 по 1954 рік було опубліковано сім випусків журналу. У «Мерліні», споміж інших, публікувались праці Семюела Бекета, Генрі Міллера, Крістофера Лоґа, Пабла Неруди та Жана-Поля Сартра. Політично насичена література та некомфортні історії посприяли становленню для «Мерліна» репутації одного з найбільш серйозних та експериментальних англомовних післявоєнних журналів.
Редакторами «Мерліна» були шотландський експатріант Александер Троккі, а також Річард Сівер (пізніше редактор «Еверґрін Рев'ю»), Крістофер Лоґ, Джордж Плімптон (співзасновник «Зе Періс Рев'ю») та Патрік Бовлес. Журнал завоював увагу англомовних читачів до останніх праць Бекета. 1953 року Моріс Жиродья з «Олімпія Пресс» співпрацював у журналі над новою рубрикою «Колекція Мерлін». Троккі заявляв, що журнал перестав видаватись, коли Державний департамент США скасував свої численні передплати на знак протесту проти статті Жана-Поля Сартра, в якій останній вихваляв гомоеротизм Жана Жене.